# Szadkowice-Kolonia
Szadkowice-Kolonia – wieś w Polsce położona w województwie łódzkim, w powiecie zduńskowolskim, w gminie Szadek.
W latach 1975–1998 miejscowość administracyjnie należała do województwa sieradzkiego.